# Avenue Ferdauci
 (août 2025).
Motif : l'utilisateur qui a apposé ce bandeau n'a pas précisé le motif de la pose.
- Archive Wikiwix
- Bing
- Cairn
- DuckDuckGo
- E. Universalis
- Gallica
- Google
- G. Books
- G. News
- G. Scholar
- Persée
- Qwant
- (zh) Baidu
- (ru) Yandex
- (wd) trouver des œuvres sur Wikidata

| 1. | Préciser le motif de la pose du bandeau. | Précisez le motif de la pose du bandeau en utilisant la syntaxe suivante : {{admissibilité à vérifier\|date=août 2025\|motif=remplacez ce texte par le motif}}                       |
| 2. | Informer les utilisateurs concernés.     | Pensez à avertir le créateur de l'article, par exemple, en insérant le code ci-dessous sur sa page de discussion : {{subst:avertissement admissibilité à vérifier\|Avenue Ferdauci}} |

Pour les articles homonymes, voir avenue Ferdousi.
L'avenue Ferdauci est une avenue du quartier du Mutsaard à Laeken dans le territoire communal de la ville de Bruxelles.

## Historique
Cette voie de Laeken dans le quartier du Mutsaard pris pour le millénaire de sa naissance le nom du poète persan Ferdauci de son vrai nom Abol Ghassem Mansour (933-1020),.
Des festivités et une brochure ont été publiées par la ville de Bruxelles à l'occasion de ce millénaire.
La rue s'est massivement construite dans les années cinquante lors du développement du Mutsaard peu avant l'exposition universelle de 1958.

## Particularité
On trouve à l'intérieur de chaque bloc de maisons de cette rue un petit bois qui sert de réserve régional d'espace vert.
De plus cette rue se trouve sur l'emplacement d'un ancien domaine de château, aujourd'hui disparu.